# اچ‌ام‌اس اسپارتیت (۱۸۹۸)
اچ‌ام‌اس اسپارتیت (۱۸۹۸) (به انگلیسی: HMS Spartiate (1898)) یک کشتی بود. این کشتی در سال ۱۸۹۸ ساخته شد.